# Waltham, Lincolnshire
Waltham är en ort och civil parish i Storbritannien.   Den ligger i kommunen North East Lincolnshire och riksdelen England, i den sydöstra delen av landet, 220 km norr om huvudstaden London. Waltham ligger 19 meter över havet och antalet invånare är 6 563.
Terrängen runt Waltham är platt. Runt Waltham är det ganska tätbefolkat, med 75 invånare per kvadratkilometer. Närmaste större samhälle är Grimsby, 5,6 km norr om Waltham. Trakten runt Waltham består till största delen av jordbruksmark.